# Черкаси (Ковельський район)
Черка́си — село в Україні, в Люблинецькій селищній територіальній громаді Ковельського району Волинської області. Населення становить 275 осіб.
В листопаді 2018 року у селі Черкаси освячено храм УПЦ КП Великомучениці Варвари.

## Історія
У 1906 році село Старокошарської волості Ковельського повіту Волинської губернії. Відстань від повітового міста 7 верст, від волості 8. Дворів 31, мешканців 228.

## Населення
Згідно з переписом УРСР 1989 року чисельність наявного населення села становила 246 осіб, з яких 120 чоловіків та 126 жінок.
За переписом населення України 2001 року в селі мешкало 157 осіб.

### Мова
Розподіл населення за рідною мовою за даними перепису 2001 року:
| Мова       | Відсоток |
| ---------- | -------- |
| українська | 96,99 %  |
| російська  | 1,20 %   |
| інші       | 1,81 %   |